# Opoku Sampene
Opoku Sampene – ghański piłkarz grający na pozycji środkowego pomocnika. W swojej karierze grał w reprezentacji Ghany.

## Kariera reprezentacyjna
W 1984 roku Sampene został powołany do reprezentacji Ghany na Puchar Narodów Afryki 1984. Na tym turnieju był rezerwowym i nie rozegrał żadnego meczu.